# Lago Biacou

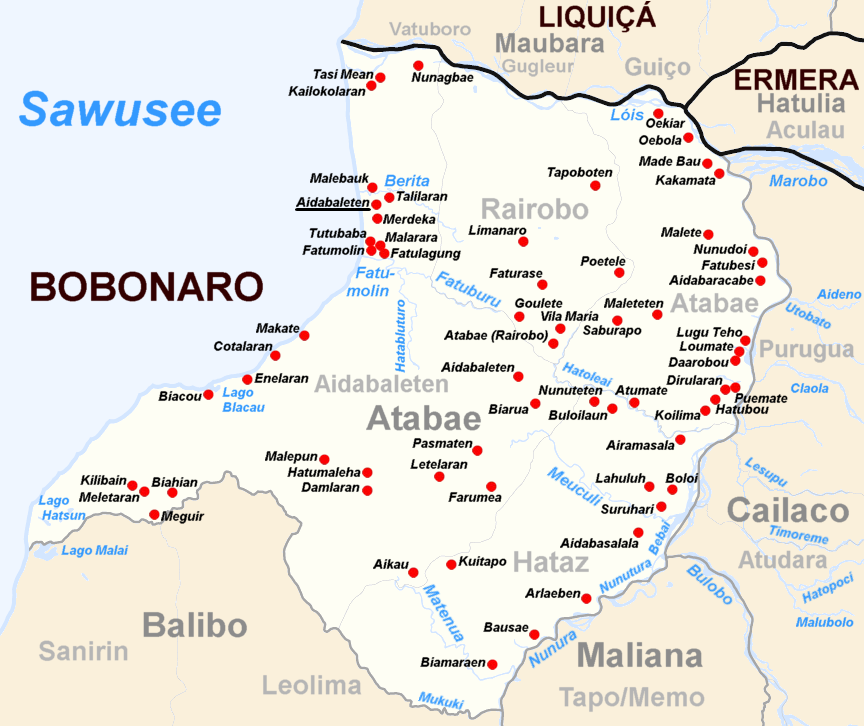
Der Lago Biacou liegt im Südwesten des Verwaltungsamts Atabae

Der Lago Biacou (Be Biacou, Be Biacau, fehlerhaft: Lago Blacau) ist ein See im osttimoresischen Suco Aidabaleten (Verwaltungsamt Atabae, Gemeinde Bobonaro), östlich des Ortes Biacou.
Der See liegt nah an der Küste Timors an der Sawusee, in die das Wasser des Lago Biacou abfließt. Mangroven bedecken den Bereich zwischen See und Meer.